# Kéléguem
Kéléguem est une localité située dans le département de Tougo de la province du Zondoma dans la région Nord au Burkina Faso.

## Géographie
Kéléguem est situé à 9 km à l'ouest du centre de Tougo, le chef-lieu du département, à 4 km au nord-ouest de Rikiba et à 20 km à l'est de Gourcy et de la route nationale 2.

## Économie
Kéléguem a été équipé, en 2016 par l'ONG Fondation Énergies pour le Monde, d'une centrale photovoltaïque produisant 20 kWc pour environ 250 clients.

## Santé et éducation
Le centre de soins le plus proche de Kéléguem est le centre de santé et de promotion sociale (CSPS) de Rikiba tandis que le centre médical avec antenne chirurgicale (CMA) de la province se trouve à Gourcy.
Kéléguem possède l'école primaire privée Nematoulay reconnue par l'État.